# Robert Green
Robert Paul Green (Chertsey, 18 de enero de 1980) es un exfutbolista inglés. Jugaba de portero y su último equipo fue el Chelsea F. C. de la Premier League de Inglaterra.

## Trayectoria

### Norwich City
Robert Green comenzó su carrera profesional en los canarios del Norwich City, debutando el 11 de abril de 1999, en un partido que terminó 0-0. En 2004 llevó al Norwich City a la promoción y así logró ser convocado a la selección inglesa como substituto de Paul Robinson.

### West Ham United
En mayo de 2006 se muestra el interés del West Ham United por él. Debido a una lesión firmó un contrato hasta agosto del año 2006 por 4 años.
Para la temporada 2007-08, Green atajó los primeros tres penales en contra para el equipo, el primero a Kevin Doyle de Reading, el segundo a Benjani del Portsmouth en el tiempo agregado y el tercero a Jermain Defoe de Tottenham. Esta temporada jugó todos los encuentros de Liga del West Ham y fue elegido como Hammer of the Year, premio al mejor jugador de la temporada del West Ham.

### Queens Park Rangers
Green se unió al Queens Park Rangers el 1 de julio de 2012 por dos años. Debutó con el club el 18 de agosto de 2012 en la derrota por 5-0 de local ante Swansea City. Con la llegada del arquero brasileño Júlio Cesar, bajo el mando del entrenador Mark Hughes, Green pasó a ser el arquero suplente.
A comienzos de la temporada 2013-14, Green recuperó la titularidad y fue parte del plantel que ganó los play-off de la Championship de 2014, por 1-0 a Derby County en el estadio de Wembley el 24 de mayo de 2014. Queens Park regresaría a la Premier League, pero solo por una temporada, con Green como arquero titular. Este año, el 26 de diciembre salvó el penal que pudo haber dado la victoria por 2-1 al Arsenal, luego de que su compañero de equipo Eduardo Vargas le indicara a donde patearía el penalti su compatriota Alexis Sánchez.

### Leeds United
El 6 de julio de 2016 Green fichó por un año con el Leeds United de la Championship. Debutó el 7 de agosto de 2016 en la derrota contra QPR por 3-0.

### Huddersfield Town
El 27 de agosto de 2017, Green se fue al Huddersfield Town hasta el final de la temporada en mutuo acuerdo con el Leeds United. Green no jugó ningún encuentro con el equipo, y en mayo de 2018 el club anunció que no renovaría su contrato.

### Chelsea
El 26 de julio de 2018 ficha por el Chelsea FC por 1 año. Debuta en un partido por la International Champions Cup ante el Lyon empatando 0-0 y yendo a penales atajando el cuarto penal y sellando la victoria 5-4 por penales.

### Retirada
El 31 de mayo de 2019, a través de sus redes sociales, anunció su retirada como futbolista profesional.

## Selección nacional
Ha sido internacional con la selección de fútbol de Inglaterra, con la que ha jugado 12 partidos. Participó en la Copa del Mundo de 2010, defendiendo la portería británica. Tuvo diversos fallos y el más destacado fue contra los Estados Unidos, cuyas imágenes dieron la vuelta al mundo. Este fallo le costó la titularidad en el siguiente partido y lo que quedó de torneo.
El 16 de mayo de 2012, el nuevo entrenador de Inglaterra Roy Hodgson nombró a Green como parte de los 23 que jugaron la Eurocopa 2012.

### Participaciones en Copas del Mundo
| Copa              | Sede      | Resultado        | Partidos | Goles |
| ----------------- | --------- | ---------------- | -------- | ----- |
| Copa Mundial 2010 | Sudáfrica | Octavos de final | 1        | -1    |

### Participaciones en Eurocopas
| Copa          | Sede              | Resultado        | Partidos | Goles |
| ------------- | ----------------- | ---------------- | -------- | ----- |
| Eurocopa 2012 | Polonia · Ucrania | Cuartos de final | 0        | 0     |

## Estadísticas

### Clubes
Actualizado al 26 de julio de 2018.
| Club | Div.          | Temporada     | Liga  | Liga  | FA Cup | FA Cup | Copa de la Liga | Copa de la Liga | Otros(1) | Otros(1) | Total | Total |
| Club | Div.          | Temporada     | Part. | Goles | Part.  | Goles  | Part.           | Goles           | Part.    | Goles    | Part. | Goles |
| --- | ------------- | ------------- | ----- | ----- | ------ | ------ | --------------- | --------------- | -------- | -------- | ----- | ----- |
| Norwich City F. C. Inglaterra                                                                               | 2.ª           | 1998-99       | 2     | 0     | 0      | 0      | 0               | 0               | —        | —        | 2     | 0     |
| Norwich City F. C. Inglaterra                                                                               | 2.ª           | 1999-00       | 3     | 0     | 0      | 0      | 0               | 0               | —        | —        | 3     | 0     |
| Norwich City F. C. Inglaterra                                                                               | 2.ª           | 2000-01       | 5     | 0     | 0      | 0      | 0               | 0               | —        | —        | 5     | 0     |
| Norwich City F. C. Inglaterra                                                                               | 2.ª           | 2001-02       | 41    | 0     | 2      | 0      | 1               | 0               | 3        | 0        | 47    | 0     |
| Norwich City F. C. Inglaterra                                                                               | 2.ª           | 2002-03       | 46    | 0     | 3      | 0      | 1               | 0               | —        | —        | 50    | 0     |
| Norwich City F. C. Inglaterra                                                                               | 2.ª           | 2003-04       | 46    | 0     | 1      | 0      | 1               | 0               | —        | —        | 48    | 0     |
| Norwich City F. C. Inglaterra                                                                               | 1.ª           | 2004-05       | 38    | 0     | 1      | 0      | 2               | 0               | —        | —        | 41    | 0     |
| Norwich City F. C. Inglaterra                                                                               | 2.ª           | 2005-06       | 42    | 0     | 1      | 0      | 2               | 0               | —        | —        | 45    | 0     |
| Norwich City F. C. Inglaterra                                                                               | 2.ª           | 2006-07       | 0     | 0     | —      | —      | —               | —               | —        | —        | 0     | 0     |
| Norwich City F. C. Inglaterra                                                                               | Total club    | Total club    | 223   | 0     | 8      | 0      | 7               | 0               | 3        | 0        | 241   | 0     |
| West Ham United F. C. Inglaterra                                                                            | 1.ª           | 2006-07       | 26    | 0     | 0      | 0      | 1               | 0               | —        | —        | 27    | 0     |
| West Ham United F. C. Inglaterra                                                                            | 1.ª           | 2007-08       | 38    | 0     | 2      | 0      | 1               | 0               | —        | —        | 41    | 0     |
| West Ham United F. C. Inglaterra                                                                            | 1.ª           | 2008-09       | 38    | 0     | 4      | 0      | 1               | 0               | —        | —        | 43    | 0     |
| West Ham United F. C. Inglaterra                                                                            | 1.ª           | 2009-10       | 38    | 0     | 1      | 0      | 2               | 0               | —        | —        | 41    | 0     |
| West Ham United F. C. Inglaterra                                                                            | 1.ª           | 2010-11       | 37    | 0     | 4      | 0      | 3               | 0               | —        | —        | 44    | 0     |
| West Ham United F. C. Inglaterra                                                                            | 2.ª           | 2011-12       | 42    | 0     | 0      | 0      | 0               | 0               | 3        | 0        | 45    | 0     |
| West Ham United F. C. Inglaterra                                                                            | Total club    | Total club    | 219   | 0     | 11     | 0      | 8               | 0               | 3        | 0        | 241   | 0     |
| Queens Park Rangers F. C. Inglaterra                                                                        | 1.ª           | 2012-13       | 16    | 0     | 2      | 0      | 1               | 0               | —        | —        | 19    | 0     |
| Queens Park Rangers F. C. Inglaterra                                                                        | 2.ª           | 2013-14       | 45    | 0     | 0      | 0      | 0               | 0               | 3        | 0        | 48    | 0     |
| Queens Park Rangers F. C. Inglaterra                                                                        | 1.ª           | 2014-15       | 36    | 0     | 0      | 0      | 0               | 0               | —        | —        | 36    | 0     |
| Queens Park Rangers F. C. Inglaterra                                                                        | 2.ª           | 2015-16       | 24    | 0     | 0      | 0      | 1               | 0               | —        | —        | 25    | 0     |
| Queens Park Rangers F. C. Inglaterra                                                                        | Total club    | Total club    | 121   | 0     | 2      | 0      | 2               | 0               | 3        | 0        | 128   | 0     |
| Leeds United F. C. Inglaterra                                                                               | 2.ª           | 2016-17       | 46    | 0     | 0      | 0      | 1               | 0               | —        | —        | 47    | 0     |
| Leeds United F. C. Inglaterra                                                                               | 2.ª           | 2017-18       | 0     | 0     | —      | —      | 1               | 0               | —        | —        | 1     | 0     |
| Leeds United F. C. Inglaterra                                                                               | Total club    | Total club    | 46    | 0     | 0      | 0      | 2               | 0               | 0        | 0        | 48    | 0     |
| Huddersfield Town A. F. C. Inglaterra                                                                       | 1.ª           | 2017-18       | 0     | 0     | 0      | 0      | —               | —               | —        | —        | 0     | 0     |
| Chelsea F. C. Inglaterra                                                                                    | 1.ª           | 2018-19       | 0     | 0     | 0      | 0      | 0               | 0               | 0        | 0        | 0     | 0     |
| Total carrera                                                                                               | Total carrera | Total carrera | 609   | 0     | 21     | 0      | 19              | 0               | 9        | 0        | 658   | 0     |
| (1) Incluye datos de los play-offs de la First Division (2001-02) y play-offs de la Championship (2011-14). |               |               |       |       |        |        |                 |                 |          |          |       |       |

## Palmarés

### Campeonatos nacionales
| Título                         | Club               | País       | Año  |
| ------------------------------ | ------------------ | ---------- | ---- |
| Football League First Division | Norwich City F. C. | Inglaterra | 2004 |

### Campeonatos internacionales
| Título      | Club          | Sede | Año  |
| ----------- | ------------- | ---- | ---- |
| Liga Europa | Chelsea F. C. | Bakú | 2019 |

### Distinciones individuales
| Distinción                               | Año  |
| ---------------------------------------- | ---- |
| PFA Team of the Year                     | 2004 |
| West Ham United F. C. Hammer of the Year | 2008 |